# Tafetachte
Tafetachte (franska: Tafetachte (CR), Tafetachte (Commune Rurale), arabiska: سيدي اسحاق) är en kommun i Marocko.   Den ligger i provinsen Essaouira och regionen Marrakech-Safi, i den centrala delen av landet, 400 km sydväst om huvudstaden Rabat. Antalet invånare är 5 936.